# Obbholmen
Obbholmen (även Upholm eller Obholmen) är en udde och ett rev i Ormsö kommun i landskapet Läänemaa i västra Estland, 90 km sydväst om huvudstaden Tallinn. Den utgör Ormsös sydöstligaste udde, men är varken öns sydligaste eller östligaste punkt. Närmaste by är Hosby. Från udden sträcker sig ett långt rev ut i havet som delvis är ovan havsnivån. Längst ut ligger ön Obbholmsgrundet (Obholmsgrunne, Upholm). Norr om ön står fyren Uppholmi tulepaak som är belägen i Ose sunds södra del, vilken skiljer Ormsö från halvön Nuckö. 